# Solomon (Alaska)
Solomon est un census-designated place situé dans l’État américain de l'Alaska, dans le Borough non organisé.

## Démographie
| 1940 | 1950 | 1980 | 1990 | 2000 | 2010 |
| ---- | ---- | ---- | ---- | ---- | ---- |
| 106  | 93   | 4    | 6    | 4    | 0    |